# Croix de chemin de Rannuec
La croix de chemin de Rannuec est située près de la chapelle du lieu-dit Rannuec, sur la commune de  Saint-Nolff dans le Morbihan.

## Historique
La croix de chemin de Rannuec fait l’objet d’une inscription au titre des monuments historiques depuis le 13 février 1929.

## Architecture
La croix de chemin de Rannuec est une croix bannière.